# Крешенци, Грегорио
Грегорио Крешенци (Gregorio Crescenzi, его фамилию также пишут как Crescentius, de Crescentio) — католический церковный деятель XII века, выходец из знатного римского рода. На консистории 12 марта 1188 года был провозглашен кардиналом-дьяконом с титулом церкви Санта-Мария-ин-Аквиро. Участвовал в выборах папы 1191 (Целестин III) и 1198 (Иннокентий III) годов. В конце 1200 года стал кардиналом-священником с титулом церкви Сан-Витале.
Вместе с кардиналом Роджером был послан в качестве папского легата в Данию с целью примирения короля Кнуда VI и клира.